# Russelia contrerasii
Russelia contrerasii är en grobladsväxtart som beskrevs av Billie Lee Turner. Russelia contrerasii ingår i släktet Russelia och familjen grobladsväxter. Inga underarter finns listade i Catalogue of Life.